# Герои Социалистического Труда Могилёвской области
В настоящий список включены:

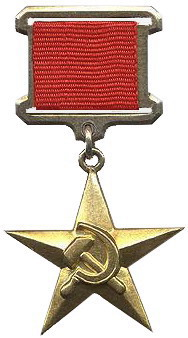
Золотая медаль «Серп и Молот»

- Герои Социалистического Труда, на момент присвоения звания проживавшие на территории современной Могилёвской области, — 73 человека; в их числе 1 награждённый на территории, переданной в Могилёвскую область из упразднённой Бобруйской области (отмечен звёздочкой);
- уроженцы Могилёвской области, удостоенные звания Героя Социалистического Труда в других регионах СССР, — 87 человек, а также 1 лишённый звания;
- Герои Социалистического Труда, прибывшие на постоянное проживание в Могилёвскую область, — 2 человека.

Вторая и третья части списка могут быть неполными из-за отсутствия данных о месте рождения и проживания ряда Героев.
В таблицах отображены фамилия, имя и отчество Героев, должность и место работы на момент присвоения звания, дата Указа Президиума Верховного Совета СССР, отрасль народного хозяйства, место рождения/проживания, а также ссылка на биографическую статью на сайте «Герои страны». Формат таблиц предусматривает возможность сортировки по указанным параметрам путём нажатия на стрелку в нужной графе.

## История
Первыми на территории современной Могилёвской области звания Героя Социалистического Труда были удостоены Указом Президиума Верховного Совета СССР от 28 марта 1949 года звеньевые колхоза имени Кирова Л. В. Авсеенко и П. М. Авсеенко, которым эта высшая степень отличия была присвоена за получение высоких урожаев льна-долгунца, а также звеньевая колхоза имени Куйбышева Бобруйского района (на тот момент Бобруйской области) Н. К. Рудницкая, получившая высокий урожай ржи.
Подавляющее большинство Героев Социалистического Труда в области приходится на работников сельского хозяйства — 54 человека; строительство — 4; химическая промышленность — 3; лесная промышленность, промышленность стройматериалов, транспорт  — по 2; нефтехимическая, топливная промышленность, энергетика, связь, государственное управление, здравоохранение — по 1.

## Лица, удостоенные звания Героя Социалистического Труда в Могилёвской области
| № | Фамилия, имя, отчество             | Даты жизни              | Деятельность                                                                                | Дата присвоения       | Отрасль | Место рождения    | ГС       |
| - | ---------------------------------- | ----------------------- | ------------------------------------------------------------------------------------------- | --------------------- | ------- | ----------------- | -------- |
| 1 | Старовойтов Василий Константинович | 13.06.1924 — 19.02.2013 | Председатель колхоза «Рассвет» имени К. П. Орловского Кировского района Могилёвской области | 22.03.1966 13.06.1984 | сельхоз | Белыничский район | [ ГС 1 ] |

| №  | Фамилия, имя, отчество           | Даты жизни              | Деятельность | Дата присвоения | Отрасль            | Место рождения        | ГС        |
| -- | -------------------------------- | ----------------------- | --- | --------------- | ------------------ | --------------------- | --------- |
| 1  | Авсеенко Лидия Васильевна        | 10.01.1914 — 10.03.1986 | Звеньевая колхоза имени Кирова Могилёвского района Могилёвской области | 28.03.1949      | сельхоз            | Могилёвский район     | [ ГС 2 ]  |
| 2  | Авсеенко Пелагея Максимовна      | 05.11.1915 — 31.01.1975 | Звеньевая колхоза имени Кирова Могилёвского района Могилёвской области | 28.03.1949      | сельхоз            | Могилёвский район     | [ ГС 3 ]  |
| 3  | Анюховская Александра Антоновна  | 31.08.1920 — 06.03.2008 | Доярка совхоза «Коммунист» Горецкого района Могилёвской области | 22.03.1966      | сельхоз            | Горецкий район        | [ ГС 4 ]  |
| 4  | Арсеньева Надежда Павловна       | 13.03.1929 — 21.01.1989 | Доярка совхоза «Вейно» Могилёвского района Могилёвской области | 22.03.1966      | сельхоз            | *Новгородская область | [ ГС 5 ]  |
| 5  | Афицеров Пётр Иванович           | 18.08.1928 — 16.12.1997 | Бригадир колхоза «Путь Ленина» Горецкого района Могилёвской области | 30.04.1966      | сельхоз            | Горецкий район        | [ ГС 6 ]  |
| 6  | Байков Александр Алексеевич      | 27.09.1929 — 27.02.2023 | Тракторист совхоза «Дрибинский» Горецкого района Могилёвской области | 12.12.1973      | сельхоз            | Дрибинский район      | [ ГС 7 ]  |
| 7  | Балабова Александра Кирилловна   | 16.04.1928 — ????       | Звеньевая колхоза имени Ленина Горецкого района Могилёвской области | 30.04.1966      | сельхоз            | Горецкий район        | [ ГС 8 ]  |
| 8  | Баранова Нина Митрофановна       | 14.06.1922 — 16.12.2008 | Свинарка совхоза «Городец» Шкловского района Могилёвской области | 08.04.1971      | сельхоз            | Шкловский район       | [ ГС 9 ]  |
| 9  | Беганский Михаил Павлович        | 05.04.1934 — 26.11.2006 | Звеньевой совхоза «Железинский» Славгородского района Могилёвской области | 12.12.1973      | сельхоз            | Славгородский район   | [ ГС 10 ] |
| 10 | Белоусова Ева Селивестровна      | 13.05.1925 — ????       | Прядильщица завода искусственного волокна имени В. В. Куйбышева Совнархоза Белорусской ССР, гор. Могилёв                                                                                            | 07.03.1960      | химпром            | Чериковский район     | [ ГС 11 ] |
| 11 | Бельский Григорий Васильевич     | 06.08.1929 — 25.10.1998 | Председатель колхоза «Заветы Ильича» Горецкого района Могилёвской области | 08.04.1971      | сельхоз            | *Минская область      | [ ГС 12 ] |
| 12 | Бондаренко Зинаида Васильевна    | род. 17.02.1937         | Аппаратчица Могилёвского завода искусственного волокна имени В. В. Куйбышева Могилёвского производственного объединения «Химволокно» имени В. И. Ленина Министерства химической промышленности СССР | 06.04.1981      | химпром            | Могилёвский район     | [ ГС 13 ] |
| 13 | Борковская Вера Иосифовна        | 08.03.1928 — 13.04.2017 | Звеньевая колхоза «Родина» Кировского района Могилёвской области | 30.04.1966      | сельхоз            | Кировский район       | [ ГС 14 ] |
| 14 | Буякова Вера Васильевна          | 04.03.1924 — 12.10.2004 | Звеньевая колхоза «Наша победа» Белыничского района Могилёвской области | 30.04.1966      | сельхоз            | Белыничский район     | [ ГС 15 ] |
| 15 | Власенко Ольга Прокофьевна       | 20.08.1913 — 30.07.1996 | Свинарка колхоза «1 Мая» Мстиславского района Могилёвской области | 22.03.1966      | сельхоз            | Мстиславский район    | [ ГС 16 ] |
| 16 | Воробей Михаил Дмитриевич        | 24.04.1930 — 06.01.1994 | Председатель колхоза «Авангард» Осиповичского района Могилёвской области | 17.08.1988      | сельхоз            | Осиповичский район    | [ ГС 17 ] |
| 17 | Воробьёв Николай Васильевич      | 19.12.1922 — 11.01.2006 | Начальник строительно-монтажного участка Чаусского районного объединения «Сельхозтехника», Могилёвская область                                                                                      | 08.04.1971      | строительство      | Шкловский район       | [ ГС 18 ] |
| 18 | Гавриленко Евдокия Малаховна     | 14.08.1915 — ????       | Доярка колхоза имени Жданова Горецкого района Могилёвской области | 22.03.1966      | сельхоз            | Горецкий район        | [ ГС 19 ] |
| 19 | Галухин Яков Иванович            | 14.08.1930 — 23.12.2001 | Звеньевой по выращиванию картофеля колхоза «Правда» Горецкого района Могилёвской области | 26.03.1982      | сельхоз            | Горецкий район        | [ ГС 20 ] |
| 20 | Горбацевич Антон Маркович        | 13.02.1912 — 02.07.1981 | Слесарь торфопредприятия «Татарка» Министерства топливной промышленности Белорусской ССР, Осиповичский район Могилёвской области                                                                    | 29.06.1966      | топпром            | Осиповичский район    | [ ГС 21 ] |
| 21 | Гордеева Валентина Антоновна     | 19.01.1918 — ????       | Бригадир телеграфистов Бобруйского городского узла связи Министерства связи СССР, Могилёвская область                                                                                               | 18.07.1966      | связь              | *Санкт-Петербург      | [ ГС 22 ] |
| 22 | Горностаев Владимир Савельевич   | 27.05.1921 — 02.2003    | Председатель колхоза «Красный Октябрь» Мстиславского района Могилёвской области | 30.04.1966      | сельхоз            | Мстиславский район    | [ ГС 23 ] |
| 23 | Готовчик Анатолий Денисович      | род. 24.03.1937         | Машинист вращающихся печей Кричевского цементно-шиферного комбината Министерства промышленности строительных материалов Белорусской ССР, Могилёвская область                                        | 09.04.1975      | промстройматериалы | Кричевский район      | [ ГС 24 ] |
| 24 | Даниленко Нина Фёдоровна         | 05.10.1937 — 09.2003    | Свинарка колхоза «XXI съезд КПСС» Мстиславского района Могилёвской области | 06.09.1973      | сельхоз            | *Смоленская область   | [ ГС 25 ] |
| 25 | Деменков Виктор Андреевич        | 07.06.1927 — 19.12.2015 | Машинист-инструктор локомотивного депо станции Могилёв Белорусской железной дороги | 04.05.1971      | транспорт          | Могилёв               | [ ГС 26 ] |
| 26 | Демиденко Мария Никитична        | 25.04.1925 — 08.04.2012 | Заведующая свиноводческой фермой колхоза «XXI съезд КПСС» Мстиславского района Могилёвской области                                                                                                  | 22.03.1966      | сельхоз            | *Смоленская область   | [ ГС 27 ] |
| 27 | Дерунов Михаил Дмитриевич        | 15.09.1930 — 12.03.2008 | Звеньевой колхоза «Победа» Чаусского района Могилёвской области | 12.04.1979      | сельхоз            | Чаусский район        | [ ГС 28 ] |
| 28 | Дикун Сергей Николаевич          | 30.06.1922 — 07.10.1978 | Первый секретарь Шкловского райкома Компартии Белоруссии, Могилёвская область | 08.04.1971      | госуправление      | *Гомельская область   | [ ГС 29 ] |
| 29 | Дрозд Ефросинья Павловна         | 09.03.1935 — 03.02.2015 | Звеньевая колхоза имени Кирова Кировского район Могилёвской области | 12.12.1973      | сельхоз            | Кировский район       | [ ГС 30 ] |
| 30 | Другаков Николай Викторович      | 07.03.1930 — 04.06.2007 | Звеньевой колхоза имени Андреева Шкловского района Могилёвской области | 27.12.1976      | сельхоз            | Могилёвская область   | [ ГС 31 ] |
| 31 | Елисеенко Галина Петровна        | 01.07.1935 — 22.08.2007 | Доярка колхоза «Рассвет» Кировского района Могилёвской области | 22.03.1966      | сельхоз            | Бобруйск              | [ ГС 32 ] |
| 32 | Жлоба Евгений Егорович           | 15.08.1934 — 06.10.2010 | Звеньевой совхоза имени Калинина Краснопольского района Могилёвской области | 29.03.1978      | сельхоз            | Краснопольский район  | [ ГС 33 ] |
| 33 | Жлоба Юлий Егорович              | 22.02.1931 — 18.09.2010 | Тракторист-машинист совхоза имени Калинина Краснопольского района Могилёвской области | 08.04.1971      | сельхоз            | Краснопольский район  | [ ГС 34 ] |
| 34 | Зубарева Татьяна Семёновна       | 06.01.1917 — 05.1994    | Доярка колхоза «Коминтерн» Могилёвского района Могилёвской области | 18.01.1958      | сельхоз            | Могилёвский район     | [ ГС 35 ] |
| 35 | Каливо Анна Даниловна            | 25.07.1915 — 01.03.1998 | Бригадир тракторной бригады колхоза «Советская Белоруссия» Горецкого района Могилёвской области | 07.03.1960      | сельхоз            | Горецкий район        | [ ГС 36 ] |
| 36 | Киринович Иван Владимирович      | 12.01.1937 — 13.01.2005 | Тракторист совхоза «Осиповичский» Осиповичского района Могилёвской области | 23.06.1966      | сельхоз            | Осиповичский район    | [ ГС 37 ] |
| 37 | Киселёва Феодосия Фёдоровна      | 10.03.1914 — 1998       | Доярка колхоза «Рассвет» Кировского района Могилёвской области | 18.01.1958      | сельхоз            | Кировский район       | [ ГС 38 ] |
| 38 | Ковалёв Николай Павлович         | 27.09.1921 — 1999       | Каландровожатый Бобруйского завода резиновых технических изделий Министерства нефтеперерабатывающей и нефтехимической промышленности СССР, Могилёвская область                                      | 20.04.1971      | нефтехимпром       | Бобруйский район      | [ ГС 39 ] |
| 39 | Королёв Алексей Семёнович        | 27.01.1922 — 13.10.1997 | Комбайнёр совхоза «Городище» Шкловского района Могилёвской области | 23.06.1966      | сельхоз            | Шкловский район       | [ ГС 40 ] |
| 40 | Кудин Анна Никитична             | 01.01.1930 — 03.05.2005 | Телятница совхоза «Красинский» Кличевского района Могилёвской области | 22.03.1966      | сельхоз            | Кличевский район      | [ ГС 41 ] |
| 41 | Лучко Аким Степанович            | 21.09.1912 — ????       | Председатель колхоза имени Чапаева Мстиславского района Могилёвской области | 12.12.1973      | сельхоз            | *Ростовская область   | [ ГС 42 ] |
| 42 | Макарова Екатерина Сергеевна     | 08.03.1918 — 30.08.2008 | Звеньевая льноводческого звена колхоза имени Кирова Шкловского района Могилёвской области | 08.04.1971      | сельхоз            | Шкловский район       | [ ГС 43 ] |
| 43 | Мельник Иван Игнатьевич          | 21.01.1927 — 28.07.2011 | Председатель колхоза «17-й партсъезд» Горецкого района Могилёвской области | 05.12.1985      | сельхоз            | Бобруйский район      | [ ГС 44 ] |
| 44 | Михнёва Христина Тимофеевна      | 28.02.1925 — 1982       | Свинарка колхоза «Рассвет» Кировского района Могилёвской области | 18.01.1958      | сельхоз            | Кировский район       | [ ГС 45 ] |
| 45 | Могилёвцев Иван Иванович         | 04.05.1922 — ????       | Машинист вращающихся печей Кричевского цементно-шиферного комбината Белорусского совнархоза, Могилёвская область                                                                                    | 09.08.1958      | промстройматериалы | *Брянская область     | [ ГС 46 ] |
| 46 | Морушенко Василий Тимофеевич     | 26.03.1926 — 03.06.2004 | Тракторист-машинист колхоза «Заря» Славгородского района Могилёвской области | 10.02.1975      | сельхоз            | Славгородский район   | [ ГС 47 ] |
| 47 | Никонова Нина Ивановна           | 25.06.1933 — 26.11.2003 | Главный агроном колхоза имени Кирова Шкловского района Могилёвской области | 16.03.1981      | сельхоз            | Горецкий район        | [ ГС 48 ] |
| 48 | Орловский Кирилл Прокофьевич     | 30.01.1895 — 13.01.1968 | Председатель колхоза «Рассвет» Кировского района Могилёвской области | 18.01.1958      | сельхоз            | Кировский район       | [ ГС 49 ] |
| 49 | Пархоменко Василий Гаврилович    | 01.03.1930 — 20.12.1987 | Председатель колхоза имени Кирова Шкловского района Могилёвской области | 08.04.1971      | сельхоз            | *Черниговская область | [ ГС 50 ] |
| 50 | Пинчук Анна Николаевна           | 13.03.1913 — ????       | Помощник мастера Могилёвского завода искусственного волокна имени В. В. Куйбышева Министерства химической промышленности СССР                                                                       | 28.05.1966      | химпром            | Могилёв               | [ ГС 51 ] |
| 51 | Пискляченко Софья Ефимовна       | 10.03.1931 — 1997       | Главный агроном колхоза «1 Мая» Мстиславского района Могилёвской области | 08.04.1971      | сельхоз            | Климовичский район    | [ ГС 52 ] |
| 52 | Подлужный Леонид Ефимович        | 26.06.1928 — 04.08.2012 | Комбайнёр совхоза «Победа» Мстиславского района Могилёвской области | 23.06.1966      | сельхоз            | Мстиславский район    | [ ГС 53 ] |
| 53 | Подобед Анатолий Аркадьевич      | 24.03.1930 — 24.01.2016 | Бригадир слесарей Могилёвского участка предприятия «Белорусэнергоремналадка» Министерства энергетики и электрификации СССР                                                                          | 03.01.1974      | энергетика         | Краснопольский район  | [ ГС 54 ] |
| 54 | Потапова Екатерина Антоновна     | 10.01.1926 — 24.10.2013 | Свинарка колхоза имени Фрунзе Шкловского района Могилёвской области | 22.03.1966      | сельхоз            | Шкловский район       | [ ГС 55 ] |
| 55 | Пранович Александр Андреевич     | 03.03.1926 — 12.01.1999 | Дорожный мастер Осиповичской дистанции пути Белорусской железной дороги, Могилёвская область | 02.04.1981      | транспорт          | *Минская область      | [ ГС 56 ] |
| 56 | Прокопнёва Пелагея Борисовна     | 14.10.1914 — 21.09.1988 | Звеньевая колхоза «Коминтерн» Могилёвского района Могилёвской области | 30.04.1966      | сельхоз            | Могилёвский район     | [ ГС 57 ] |
| 57 | Пускин Григорий Антонович        | 26.10.1929 — 21.05.1978 | Тракторист колхоза «Коминтерн» Могилёвского района Могилёвской области | 23.06.1966      | сельхоз            | Могилёвский район     | [ ГС 58 ] |
| 58 | Рудницкая Надежда Кирилловна     | 25.08.1918 — 07.03.1966 | *Звеньевая колхоза имени Куйбышева Бобруйского района Бобруйской области | 28.03.1949      | сельхоз            | Глусский район        | [ ГС 59 ] |
| 59 | Сакун Александра Григорьевна     | 15.04.1932 — 07.11.2021 | Доярка колхоза «Победа» Бобруйского района Могилёвской области | 18.01.1958      | сельхоз            | Бобруйский район      | [ ГС 60 ] |
| 60 | Сергеев Илья Васильевич          | 09.08.1909 — 27.05.1991 | Председатель колхоза «Коминтерн» Могилёвского района Могилёвской области | 18.01.1958      | сельхоз            | Могилёв               | [ ГС 61 ] |
| 61 | Серков Филипп Михайлович         | 20.01.1905 — 01.03.1988 | Председатель колхоза имени Фрунзе Шкловского района Могилёвской области | 30.04.1966      | сельхоз            | Шкловский район       | [ ГС 62 ] |
| 62 | Скалубо Владимир Антонович       | 20.08.1930 — 16.12.1976 | Звеньевой колхоза «Белоруссия» Быховского района Могилёвской области | 30.04.1966      | сельхоз            | Быховский район       | [ ГС 63 ] |
| 63 | Слободян Сергей Ильич            | 15.07.1907 — 1980       | Старший конюх колхоза «Путь социализма» Могилёвского района Могилёвской области | 29.04.1949      | сельхоз            | *Хмельницкая область  | [ ГС 64 ] |
| 64 | Старовойтов Александр Павлович   | 18.06.1934 — 13.05.2009 | Бригадир комплексной бригады строительного треста № 12 Министерства промышленного строительства СССР, гор. Могилёв                                                                                  | 05.04.1971      | строительство      | Славгородский район   | [ ГС 65 ] |
| 65 | Суворов Николай Иванович         | 22.08.1921 — 28.05.2014 | Шофёр Гомельского леспромхоза Министерства лесной и деревообрабатывающей промышленности Белорусской ССР, Чериковский район Могилёвской области                                                      | 07.05.1971      | леспром            | Чериковский район     | [ ГС 66 ] |
| 66 | Тимошенко Пётр Павлович          | 18.01.1913 — 11.02.2009 | Управляющий строительным трестом № 17 «Лавсанстрой» Министерства промышленного строительства Белорусской ССР, гор. Могилёв                                                                          | 29.04.1974      | строительство      | *Гомельская область   | [ ГС 67 ] |
| 67 | Титова Зоя Прохоровна            | 01.01.1919 — 03.06.1995 | Акушерка сельской участковой больницы Могилёвского района Могилёвской области | 04.02.1969      | здравоохранение    | Могилёвский район     | [ ГС 68 ] |
| 68 | Фиткевич Пётр Николаевич         | 09.05.1927 — 08.10.2013 | Председатель колхоза имени Ильича Быховского района Могилёвской области | 27.12.1976      | сельхоз            | Быховский район       | [ ГС 69 ] |
| 69 | Цед Любовь Павловна              | 14.10.1934 — 03.12.2016 | Телятница колхоза «Гигант» Бобруйского района Могилёвской области | 22.03.1966      | сельхоз            | Бобруйский район      | [ ГС 70 ] |
| 70 | Шакура Андрей Трофимович         | 27.09.1923 — 06.04.1996 | Председатель колхоза «XXI съезд КПСС» Мстиславского района Могилёвской области | 22.03.1966      | сельхоз            | Мстиславский район    | [ ГС 71 ] |
| 71 | Шатухина Антонина Владимировна   | род. 07.10.1936         | Бригадир маляров специализированного управления отделочных работ № 65 строительного треста № 17 «Лавсанстрой» Министерства промышленного строительства Белорусской ССР, гор. Могилёв                | 29.04.1974      | строительство      | Могилёвский район     | [ ГС 72 ] |
| 72 | Шимусик Станислава Брониславовна | 01.05.1928 — 10.06.2006 | Вентилевая гидравлического пресса Бобруйского фанерно-деревообрабатывающего комбината Министерства лесной, целлюлозно-бумажной и деревообрабатывающей промышленности СССР, Могилёвская область      | 17.09.1966      | леспром            | *Минская область      | [ ГС 73 ] |

## Уроженцы Могилёвской области, удостоенные звания Героя Социалистического Труда в других регионах СССР
| №  | Фамилия, имя, отчество                  | Даты жизни              | Деятельность | Дата присвоения | Отрасль         | Место рождения       | ГС        |
| -- | --------------------------------------- | ----------------------- | --- | --------------- | --------------- | -------------------- | --------- |
| 1  | Азаров Николай Трифонович               | 25.12.1936 — 02.09.2003 | Горнорабочий очистного забоя шахты «Постниковская» № 1 треста «Шахтёрскантрацит» комбината «Артёмуголь» Министерства угольной промышленности Украинской ССР, Донецкая область                                                                                                 | 29.06.1966      | углепром        | Могилёвская область  | [ ГС 1 ]  |
| 2  | Анисимов Иван Еремеевич                 | 14.11.1920 — 26.08.1986 | Председатель колхоза имени Титова Миорского района Витебской области | 27.12.1976      | сельхоз         | Быховский район      | [ ГС 2 ]  |
| 3  | Арефьев Вячеслав Павлович               | 29.08.1926 — 26.12.2014 | Главный конструктор НИИ-49 Государственного комитета Совета Министров СССР по судостроению, гор. Ленинград | 17.06.1961      | машиностроение  | Могилёв              | [ ГС 3 ]  |
| 4  | Атрохов Михаил Варфоломеевич            | 15.10.1928 — 18.08.1999 | Проходчик шахты № 1 Центральная треста «Красноармейскуголь» Министерства угольной промышленности Украинской ССР, Сталинская область | 26.04.1957      | углепром        | Славгородский район  | [ ГС 4 ]  |
| 5  | Белохвостов Иван Павлович               | 18.04.1918 — 26.02.1986 | Директор шахты № 3—10 «Холодная балка» комбината «Макеевуголь» Министерства угольной промышленности Украинской ССР, Донецкая область | 30.03.1971      | углепром        | Краснопольский район | [ ГС 5 ]  |
| 6  | Бобков Кузьма Никодимович               | 12.10.1910 — 05.06.1982 | Директор совхоза «Тимирязевский» Амвросиевского района Донецкой области | 22.03.1966      | сельхоз         | Горецкий район       | [ ГС 6 ]  |
| 7  | Болбас Иван Яковлевич                   | 1919 — ????             | Звеньевой колхоза «Красный восход», гор. Кизляр Грозненской области | 17.09.1949      | сельхоз         | Бобруйский район     | [ ГС 7 ]  |
| 8  | Борисик Василий Иванович                | 28.08.1926 — 27.09.2010 | Машинист экскаватора Стародорожского строительно-монтажного управления Минского областного треста по производству мелиоративных работ Министерства мелиорации и водного хозяйства Белорусской ССР                                                                             | 30.04.1966      | мелиоводхоз     | Глусский район       | [ ГС 8 ]  |
| 9  | Борискин Леонтий Исаакович              | 24.03.1912 — 21.11.1978 | Начальник участка шахты № 30 комбината «Москвоуголь» Министерства угольной промышленности западных районов СССР, Московская область | 28.08.1948      | углепром        | Костюковичский район | [ ГС 9 ]  |
| 10 | Борисов Александр Филиппович            | 04.11.1908 — 22.08.2001 | Бывший директор Магнитогорского металлургического комбината, ныне заместитель председателя Госплана РСФСР, гор. Москва | 19.07.1958      | металлургия     | Кричевский район     | [ ГС 10 ] |
| 11 | Борисов Кузьма Алексеевич               | 1901 — ????             | Старший сварщик рельсо-балочного цеха Кузнецкого металлургического комбината Кемеровского совнархоза | 19.07.1958      | металлургия     | Чаусский район       | [ ГС 11 ] |
| 12 | Брезгунов Владимир Петрович             | 05.02.1929 — 02.12.1995 | Бригадир токарей-карусельщиков Уральского завода тяжёлого электротехнического машиностроения «Уралэлектротяжмаш» имени В. И. Ленина производственного объединения «Уралэлектротяжмаш» имени В. И. Ленина Министерства электротехнической промышленности СССР, гор. Свердловск | 10.06.1986      | электропром     | Мстиславский район   | [ ГС 12 ] |
| 13 | Бужинский Анатолий Ануфриевич           | 20.07.1932 — 11.02.2023 | Пекарь-мастер хлебозавода № 2 Минского городского хлебопекарного промышленного объединения Министерства пищевой промышленности Белорусской ССР | 17.01.1974      | пищепром        | Круглянский район    | [ ГС 13 ] |
| 14 | Винокуров Самсон Артемьевич             | 1900—1985               | Председатель колхоза «Красный Октябрь» Больше-Муртинского района Красноярского края | 07.01.1948      | сельхоз         | Славгородский район  | [ ГС 14 ] |
| 15 | Гиндин Арон Маркович                    | 30.09.1903 — 10.02.1981 | Главный инженер специального управления «Братскгэсстрой» Министерства энергетики и электрификации СССР, Иркутская область | 23.02.1966      | энергетика      | Кричевский район     | [ ГС 15 ] |
| 16 | Голубицкий Сергей Иосифович             | 08.10.1906 — 25.12.1976 | Паровозный машинист паровозной колонны № 25 Юго-Западной железной дороги, Киевская область | 05.11.1943      | транспорт       | Мстиславский район   | [ ГС 16 ] |
| 17 | Городинский Александр Матвеевич         | 23.12.1912 — 30.07.1975 | Председатель колхоза имени XVIII партсъезда Гатчинского района Ленинградской области | 22.06.1957      | сельхоз         | Глусский район       | [ ГС 17 ] |
| 18 | Дерюжин Евгений Борисович               | род. 22.05.1932         | Бригадир комплексной бригады специализированного управления подводно-технических работ № 6 объединения «Союзподводтрубопроводстрой» Министерства строительства предприятий нефтяной и газовой промышленности СССР, Тосненский район Ленинградской области                     | 13.06.1986      | строительство   | Могилёвская область  | [ ГС 18 ] |
| 19 | Дробышевский Леонид Петрович            | 02.01.1924 — 28.05.2017 | Директор Усть-Кишертской средней школы, Кишертский район Пермской области | 27.06.1978      | образование     | Быховский район      | [ ГС 19 ] |
| 20 | Дудаль Михаил Степанович                | 05.01.1934 — 17.11.1993 | Токарь завода «Электроаппарат» Министерства радиопромышленности СССР, гор. Ростов-на-Дону | 26.04.1971      | радиопром       | Бобруйский район     | [ ГС 20 ] |
| 21 | Ерёменко (Макаревич) Мария Касьяновна   | род. 05.11.1930         | Бригадир комплексной бригады управления начальника работ № 5 строительного треста № 1 Министерства строительства Белорусской ССР, гор. Минск | 09.08.1958      | строительство   | Шкловский район      | [ ГС 21 ] |
| 22 | Жевлакович Степан Викентьевич           | 23.09.1913 — 16.05.1978 | Директор совхоза «Энтузиаст» Юрьев-Польского района Владимирской области | 08.04.1971      | сельхоз         | Шкловский район      | [ ГС 22 ] |
| 23 | Желягин Михаил Илларионович             | 01.10.1923 — 20.11.2016 | Бригадир комплексной бригады строительного управления «Стальпромстрой» треста «Волгоградтяжстрой» Министерства промышленного строительства СССР, Волгоградская область | 08.01.1974      | строительство   | Могилёвская область  | [ ГС 23 ] |
| 24 | Желяева Мария Георгиевна                | 17.02.1918 — 25.09.2000 | Заведующая отделением 3-го больнично-поликлинического объединения, гор. Красноярск | 04.02.1969      | здравоохранение | Климовичский район   | [ ГС 24 ] |
| 25 | Заводовкин Николай Егорович             | 1910 — ????             | Забойщик шахты № 6 «Капитальная» комбината «Сталинуголь» Министерства угольной промышленности западных районов СССР, Сталинская область | 28.08.1948      | углепром        | Хотимский район      | [ ГС 25 ] |
| 26 | Зымалев Георгий Семёнович               | 25.11.1911 — 20.05.1987 | Управляющий трестом «Дзержинскруда» Министерства чёрной металлургии Украинской ССР, гор. Кривой Рог Днепропетровской области | 22.03.1966      | металлургия     | Славгородский район  | [ ГС 26 ] |
| 27 | Иванов Владимир Евменович               | 07.11.1926 — 19.06.2006 | Бригадир бетонщиков управления «Мартенстрой» треста «Запорожстрой», гор. Запорожье | 11.08.1966      | строительство   | Костюковичский район | [ ГС 27 ] |
| 28 | Ивановская Мария Романовна              | 31.12.1912 — ????       | Мастер Минской кондитерской фабрики «Коммунарка» Министерства пищевой промышленности Белорусской ССР | 21.07.1966      | пищепром        | Мстиславский район   | [ ГС 28 ] |
| 29 | Исаенко Иван Васильевич                 | 01.01.1922 — 1982       | Мастер-маслодел Рогачёвского молочноконсервного комбината Министерства мясной и молочной промышленности СССР, Гомельская область | 14.06.1966      | пищепром        | Славгородский район  | [ ГС 29 ] |
| 30 | Казанков Лазарь Емельянович             | 1899 — ????             | Бригадир колхоза «14-я годовщина Октябрьской революции» Ярославского района Краснодарского края | 06.05.1948      | сельхоз         | Могилёвская область  | [ ГС 30 ] |
| 31 | Кармызова Екатерина Петровна            | 03.08.1920 — ????       | Птичница Минской птицефабрики имени Крупской, Минская область | 22.03.1966      | сельхоз         | Чаусский район       | [ ГС 31 ] |
| 32 | Климков Пётр Дмитриевич                 | 23.12.1923 — 22.09.1997 | Помощник мастера Витебского коврового комбината Министерства лёгкой промышленности Белорусской ССР | 09.06.1966      | легпром         | Круглянский район    | [ ГС 32 ] |
| 33 | Климов Михаил Трофимович                | род. 30.01.1929         | Помощник мастера, наставник молодёжи Оршанского льнокомбината Министерства лёгкой промышленности Белорусской ССР, Витебская область | 04.03.1976      | легпром         | Горецкий район       | [ ГС 33 ] |
| 34 | Колосовский Пётр Михайлович             | 1904—1958               | Секретарь районного комитета ВКП(б) Молотовского района Куйбышевской области | 26.02.1948      | госуправление   | Шкловский район      | [ ГС 34 ] |
| 35 | Кондратович Евгений Павлович            | 05.10.1934 — 08.12.2009 | Генеральный директор производственного объединения «Китойлес» Министерства лесной, целлюлозно-бумажной и деревообрабатывающей промышленности СССР, гор. Ангарск Иркутской области                                                                                             | 19.03.1981      | леспром         | Бобруйский район     | [ ГС 35 ] |
| 36 | Кондрашёв Пётр Петрович                 | 22.02.1924 — 11.12.1998 | Председатель колхоза «Молодая гвардия» Миорского района Витебской области | 22.03.1966      | сельхоз         | Костюковичский район | [ ГС 36 ] |
| 37 | Котяш Гавриил Иванович                  | 07.04.1904 — 14.11.1999 | Начальник Белорусской железной дороги, Минская область | 01.08.1959      | транспорт       | Могилёв              | [ ГС 37 ] |
| 38 | Кравцова (Кизеева) Мария Константиновна | 06.07.1922 — 07.10.2004 | Звеньевая колхоза «Заветы Ильича» Канского района Красноярского края | 07.01.1948      | сельхоз         | Дрибинский район     | [ ГС 38 ] |
| 39 | Крупский Иван Лазаревич                 | 25.10.1926 — 13.12.1987 | Тракторист-комбайнёр Борковского совхоза Кустанайской области | 11.01.1957      | сельхоз         | Горецкий район       | [ ГС 39 ] |
| 40 | Кудинов Евгений Иванович                | род. 10.11.1929         | Председатель колхоза «Рассвет» Пружанского района Брестской области | 17.08.1988      | сельхоз         | Чериковский район    | [ ГС 40 ] |
| 41 | Куксова Галина Игнатьевна               | 23.03.1911 — 1997       | Председатель Обоянского райисполкома, Курская область | 07.12.1957      | госуправление   | Чериковский район    | [ ГС 41 ] |
| 42 | Кунцевич Анатолий Демьянович            | 06.08.1934 — 29.03.2002 | Начальник 33-го Центрального научно-исследовательского института Министерства обороны СССР, генерал-майор, гор. Шиханы Саратовской области | 18.02.1981      | оборона         | Осиповичский район   | [ ГС 42 ] |
| 43 | Лагутенко Виталий Павлович              | 1904 — 26.12.1968       | Главный инженер, заместитель начальника Архитектурно-планировочного управления гор. Москвы | 28.01.1960      | строительство   | Могилёв              | [ ГС 43 ] |
| 44 | Лосев Константин Петрович               | 1881—1974               | Бригадир полеводческой бригады колхоза «Заветы Ильича» Канского района Красноярского края | 07.01.1948      | сельхоз         | Могилёвская область  | [ ГС 44 ] |
| 45 | Макаронок Владимир Александрович        | 23.08.1926 — 29.08.1982 | Заведующий свиноводческой фермой племзавода имени Дзержинского Копыльского района Минской области | 08.04.1971      | сельхоз         | Кировский район      | [ ГС 45 ] |
| 46 | Манина Елена Ивановна                   | 10.10.1922 — 11.03.2014 | Учительница Поречской восьмилетней школы-интерната Гродненского района Гродненской области | 01.07.1968      | образование     | Кричевский район     | [ ГС 46 ] |
| 47 | Марченко Михаил Аверьянович             | род. 15.05.1934         | Бригадир плотников-бетонщиков строительного управления «Заводстрой» треста «Алтайсвинецстрой» Министерства строительства предприятий тяжёлой индустрии Казахской ССР, Восточно-Казахстанская область                                                                          | 05.04.1971      | строительство   | Чериковский район    | [ ГС 47 ] |
| 48 | Мацковский Абрам Аронович               | 20.07.1917 — 12.11.1978 | Председатель колхоза «Победа» Барановичского района Брестской области | 27.12.1976      | сельхоз         | Климовичский район   | [ ГС 48 ] |
| 49 | Мелещенко Мария Егоровна                | 08.03.1912 — ????       | Звеньевая совхоза «Станиславово» Министерства совхозов СССР, Гродненский район Гродненской области | 30.08.1950      | сельхоз         | Костюковичский район | [ ГС 49 ] |
| 50 | Морозов Михаил Васильевич               | 20.09.1913 — 31.05.1999 | Управляющий трестом «Антрацит» комбината «Донбассантрацит» Министерства угольной промышленности Украинской ССР, Луганская область | 29.06.1966      | углепром        | Кричевский район     | [ ГС 50 ] |
| 51 | Никульская Анна Гавриловна              | 14.01.1915 — ????       | Свинарка совхоза имени Дзержинского Копыльского района Минской области | 07.03.1960      | сельхоз         | Климовичский район   | [ ГС 51 ] |
| 52 | Новикова Мария Ефимовна                 | 09.11.1935 — 21.06.2018 | Шлифовщица завода «Ростсельмаш» Министерства тракторного и сельскохозяйственного машиностроения СССР, гор. Ростов-на-Дону | 03.01.1974      | машиностроение  | Славгородский район  | [ ГС 52 ] |
| 53 | Осипов Осип Иванович                    | 17.04.1888 — 01.01.1975 | Председатель колхоза имени Сталина Казачинского района Красноярского края | 07.01.1948      | сельхоз         | Могилёвская область  | [ ГС 53 ] |
| 54 | Павленкович Константин Григорьевич      | 20.10.1917 — 17.03.2010 | Шофёр-испытатель Минского автомобильного завода Министерства автомобильной промышленности СССР | 22.08.1966      | транспорт       | Круглянский район    | [ ГС 54 ] |
| 55 | Парфёненко Иван Яковлевич               | 10.02.1929 — 24.12.2018 | Моторист-испытатель Минского моторного завода Министерства тракторного и сельскохозяйственного машиностроения СССР | 05.04.1971      | машиностроение  | Могилёвский район    | [ ГС 55 ] |
| 56 | Пахомов Александр Афанасьевич           | 1919 — ????             | Первый секретарь Усть-Лабинского райкома КПСС, Краснодарский край | 30.04.1966      | госуправление   | Быховский район      | [ ГС 56 ] |
| 57 | Побока Иван Матвеевич                   | 29.06.1913 — 24.03.1963 | Бригадир проходчиков шахты № 1—2 имени Мельникова треста «Лисичанскуголь» Министерства угольной промышленности Украинской ССР, Ворошиловградская область | 26.04.1957      | углепром        | Климовичский район   | [ ГС 57 ] |
| 58 | Покровский Владимир Петрович            | 19.08.1928 — 14.03.1987 | Монтёр Оршанского эксплуатационно-технического узла связи Министерства связи Белорусской ССР, Витебская область | 16.01.1974      | связь           | Мстиславский район   | [ ГС 58 ] |
| 59 | Полевков Николай Васильевич             | 20.08.1930 — 03.09.2008 | Машинист копров специализированного управления механизации № 96 специализированного треста «Строймеханизация» Министерства промышленного строительства Белорусской ССР, гор. Минск                                                                                            | 09.07.1986      | строительство   | Дрибинский район     | [ ГС 59 ] |
| 60 | Пышкин Кондратий Тарасович              | 08.03.1912 — 20.12.1999 | Директор совхоза «Звенигородский» Одинцовского района Московской области | 06.09.1973      | сельхоз         | Шкловский район      | [ ГС 60 ] |
| 61 | Рабинович Исаак Моисеевич               | 23.01.1886 — 28.04.1977 | Начальник кафедры Военно-инженерной академии имени В. В. Куйбышева, генерал-майор инженерно-технической службы, член-корреспондент Академии наук СССР, гор. Москва | 06.03.1966      | наука           | Могилёв              | [ ГС 61 ] |
| 62 | Рева Клавдия Алексеевна                 | 17.03.1925 — 30.05.1993 | Бригадир колхоза «Борец» Раменского района Московской области | 12.03.1982      | сельхоз         | Могилёвская область  | [ ГС 62 ] |
| 63 | Семёнов Иван Семёнович                  | 08.03.1927 — 12.12.2004 | Старший машинист паровозного депо Воркута Печорской железной дороги, Коми АССР | 01.08.1959      | транспорт       | Климовичский район   | [ ГС 63 ] |
| 64 | Слабодчиков Селивестр Климович          | 15.08.1938 — 28.06.2008 | Механизатор совхоза «40 лет Казахстана» Большенарымского района Восточно-Казахстанской области | 19.02.1981      | сельхоз         | Краснопольский район | [ ГС 64 ] |
| 65 | Славин Александр Маркович               | 31.12.1897 — 23.01.1993 | Главный зоотехник совхоза «Белая Дача» Люберецкого района Московской области | 22.03.1966      | сельхоз         | Бобруйский район     | [ ГС 65 ] |
| 66 | Соколов Ефрем Евсеевич                  | 25.04.1926 — 04.2022    | Первый секретарь Брестского областного комитета Компартии Белоруссии | 18.04.1986      | госуправление   | Горецкий район       | [ ГС 66 ] |
| 67 | Сологуб Георгий Павлович                | 05.09.1923 — 05.08.2002 | Директор Очёрской специальной общеобразовательной школы Пермской области | 17.08.1983      | образование     | Климовичский район   | [ ГС 67 ] |
| 68 | Сочнёв Николай Ефремович                | 04.02.1905 — 07.12.1985 | Старший мастер доменного цеха Новолипецкого металлургического завода Липецкого совнархоза | 19.07.1958      | металлургия     | Костюковичский район | [ ГС 68 ] |
| 69 | Старостин Алексей Александрович         | род. 1931               | Тракторист-комбайнёр совхоза «Энтузиаст» Жаксынского района Тургайской области | 10.12.1973      | сельхоз         | Горецкий район       | [ ГС 69 ] |
| 70 | Судиловский Пётр Михайлович             | 13.02.1928 — 14.02.2000 | Директор Белорусского калийного комбината «Белорускалий» имени 50-летия СССР Министерства химической промышленности СССР, Минская область | 15.01.1974      | химпром         | Климовичский район   | [ ГС 70 ] |
| 71 | Тарасевич Лидия Кузьминична             | род. 01.05.1929         | Заместитель директора средней школы № 96, гор. Минск | 27.06.1978      | образование     | Мстиславский район   | [ ГС 71 ] |
| 72 | Тихановский Пётр Иванович               | 08.07.1918 — 03.01.1999 | Комбайнёр Первомайской МТС Крымской области | 07.06.1952      | сельхоз         | Могилёвская область  | [ ГС 72 ] |
| 73 | Трофимов Виктор Ерофеевич               | 15.08.1931 — 26.12.1997 | Проходчик горных выработок шахтоуправления № 3 комбината «Орджоникидзеуголь» Министерства угольной промышленности Украинской ССР, Донецкая область | 30.03.1971      | углепром        | Могилёвская область  | [ ГС 73 ] |
| 74 | Трусов Михаил Иванович                  | 06.07.1929 — 18.07.1998 | Главный агроном совхоза «Мирный» Железинского района Павлодарской области | 19.02.1981      | сельхоз         | Климовичский район   | [ ГС 74 ] |
| 75 | Турков Роман Анисимович                 | 14.10.1901 — 09.12.1976 | Директор завода № 88 Государственного комитета Совета Министров СССР по оборонной технике, Московская область | 17.06.1961      | оборонпром      | Быховский район      | [ ГС 75 ] |
| 76 | Усс Виктор Петрович                     | 20.11.1922 — 13.08.2011 | Председатель колхоза имени VII съезда Советов Иланского района Красноярского края | 23.06.1966      | сельхоз         | Могилёвский район    | [ ГС 76 ] |
| 77 | Федорков Василий Петрович               | 1912 — 30.10.1964       | Начальник участка шахты № 18 комбината «Тулауголь» Министерства угольной промышленности западных районов СССР, Тульская область | 28.08.1948      | углепром        | Хотимский район      | [ ГС 77 ] |
| 78 | Хурсан Василий Николаевич               | 21.08.1925 — 23.07.2024 | Кузнец завода «Гомсельмаш» Министерства тракторного и сельскохозяйственного машиностроения СССР, Гомельская область | 05.08.1966      | машиностроение  | Бобруйский район     | [ ГС 78 ] |
| 79 | Царьков Андрей Иванович                 | 10.1887 — 1958          | Горный мастер Кивдинского рудоуправления комбината «Хабаровскуголь» Министерства угольной промышленности восточных районов СССР, Амурская область | 28.08.1948      | углепром        | Чериковский район    | [ ГС 79 ] |
| 80 | Цедрик Анна Яковлевна                   | 20.01.1912 — 04.09.1983 | Свинарка совхоза «Натальевск» Червенского района Минской области | 22.03.1966      | сельхоз         | Белыничский район    | [ ГС 80 ] |
| 81 | Цытович Николай Александрович           | 26.05.1900 — 26.04.1984 | Заведующий кафедрой Московского инженерно-строительного института имени В. В. Куйбышева | 02.06.1980      | наука           | Могилёвская область  | [ ГС 81 ] |
| 82 | Чиксте Артур Эдуардович                 | 01.01.1930 — 12.04.1992 | Звеньевой колхоза «Накотне» Елгавского уезда Латвийской ССР | 30.04.1949      | сельхоз         | Могилёвский район    | [ ГС 82 ] |
| 83 | Шаплыко Александра Александровна        | 10.04.1893 — 03.12.1988 | Бригадир колхоза «Чирвоная змена» Любанского района Бобруйской области | 28.03.1949      | сельхоз         | Глусский район       | [ ГС 83 ] |
| 84 | Шуринов Иван Игнатьевич                 | 08.03.1926 — 19.08.2011 | Председатель колхоза имени Горького Правдинского района Калининградской области | 08.04.1971      | сельхоз         | Горецкий район       | [ ГС 84 ] |
| 85 | Эльгудин Леонид Вениаминович            | 01.04.1925 — 07.01.1997 | Председатель колхоза «Советская Армия» Рославльского района Смоленской области | 23.12.1976      | сельхоз         | Климовичский район   | [ ГС 85 ] |
| 86 | Якубов Виктор Иванович                  | 21.10.1939 — 09.12.2020 | Машинист бумагоделательной машины Светогорского целлюлозно-бумажного комбината Министерства целлюлозно-бумажной промышленности СССР, Ленинградская область | 17.01.1977      | леспром         | Белыничский район    | [ ГС 86 ] |
| 87 | Янчевский Станислав Михайлович          | 1937—2007               | Машинист горного комбайна производственного объединения «Белорускалий» имени 50-летия СССР Министерства химической промышленности СССР, гор. Солигорск Минской области | 13.05.1977      | химпром         | Белыничский район    | [ ГС 87 ] |

### Лишённые звания Героя Социалистического Труда
| № | Фамилия, имя, отчество | Даты жизни  | Деятельность                                                      | Дата присвоения | Дата лишения | Отрасль | Место рождения      | ГС       |
| - | ---------------------- | ----------- | ----------------------------------------------------------------- | --------------- | ------------ | ------- | ------------------- | -------- |
| 1 | Дятлов Яков Степанович | 1882 — ???? | Звеньевой колхоза «Новый путь» Канского района Красноярского края | 21.02.1949      | 19.08.1950   | сельхоз | Могилёвская область | [ ГС 1 ] |

## Герои Социалистического Труда, прибывшие в Могилёвскую область на постоянное проживание из других регионов
| № | Фамилия, имя, отчество   | Даты жизни              | Деятельность | Дата присвоения | Отрасль     | Место жительства   | ГС       |
| - | ------------------------ | ----------------------- | --- | --------------- | ----------- | ------------------ | -------- |
| 1 | Ганжа Александр Иванович | 06.10.1929 — 22.09.2017 | Старший машинист экскаватора Хойникского строительно-монтажного управления треста «Калинковичиводстрой» Министерства мелиорации и водного хозяйства Белорусской ССР, Гомельская область | 08.04.1971      | мелиоводхоз | Кировский район    | [ ГС 1 ] |
| 2 | Павлович Иван Иванович   | 24.07.1930 — 04.06.2001 | Бригадир Минской дистанции пути Белорусской железной дороги, Минская область | 16.01.1974      | трансопрт   | Осиповичский район | [ ГС 2 ] |